# Pia Vanggaard
Pia Vanggaard (22. november 1960 – 20. april 2012 i Sæby) var en dansk atlet og tidligere formand for for den professionelle håndboldklub i Frederikshavn FOX Team Nord. Hun var også formand Sæby IK-80 og i nogle år i bestyrelsen for Dansk Atletik Forbund.
Vanggaard var medlem af Sæby IK-80 og vandt i 1988 det danske mesterskab på 400 meter hæk.
Vanggaard var både landmandsuddannet med det grønne bevis og uddannet civiløkonom. Hun arbejdede som direktør i A/S Sæby Fiske-Industri hvor hun efterfulgte sin far, Christian Vanggaard som stiftede virksomheden.

## Danske mesterskaber
- Guld 1988 400 meter hæk 62,27
- Bronze 1988 400 meter 57,82